# ابوا
اُبوا (به فرانسوی: hautbois، به‌معنای چوب بلند یا اعلا) ساز بادی چوبی دوقمیشی یا ساخته‌شده از مواد مصنوعی است که معمولاً در موسیقی کلاسیک غربی به‌کار می‌رود. ابوا تقریباً دارای ۶۵ سانتی‌متر طول، کلیدهای فلزی، و سوراخ‌های مخروطی‌شکل است که صدا با دمیدن در آن تولید می‌شود.

## ویژگی
- کوک ارکستر قبل از نواختن از این ساز گرفته می‌شود (به دلیل دقیق بودن کوک ابوا)
- نُت این ساز را با «کلید سُل» می‌نویسند.

ابوا را به رنگ سبز تشبیه می‌نمایند و آنرا یک ساز روستایی می‌دانند، چون لحن آن خاطره دشتستانهای سرسبز و مراتع را در نظر می‌آورد و طراوت مخصوصی دارد.

## تاریخچه
گفته می‌شود که اُبوا (از طریق ساز قرون وسطاییِ «شاوْم" (shawm)، که بعد از جنگ‌های صلیبی به اروپا برده شد) ریشه در سُرنایِ ایرانی دارد.

### در دورهٔ باروک
اولین ابوای باروک در اواخر سدهٔ ۱۷ در فرانسه ظهور کرد. ابواهای اولیه از سازی به نام شاوْم گرفته شده‌است؛ شاوْم سازی بود که در دوره‌های قرون وسطی و رنسانس بسیار مورد استفاده قرار می‌گرفت.
نواختن ابوا سخت‌تر از نواختن سازهای بادی دیگر مانند فلوت و کلارینت است و مهارت زیادی لازم دارد.
یوهان سباستیان باخ، ولفگانگ آمادئوس موتسارت، و ریچارد اشتراوس از آهنگ‌سازانی هستند که برای ابوا کنسرتو نوشته‌اند.
یوسف لطیف اولین نوازنده‌ای بود که در موسیقی جاز تک‌نوازی ابوا اجرا کرد (سال ۱۹۶۳). بعد از او این ساز گهگاه در گروه‌های جاز دیده می‌شود.

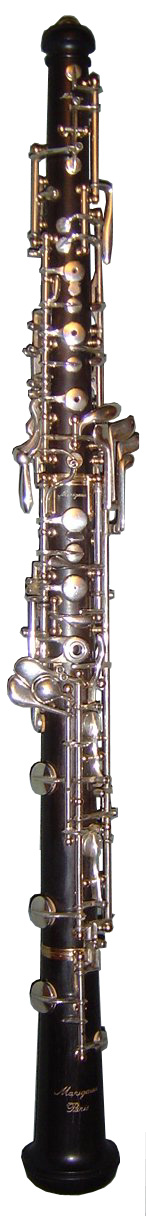
ابوای امروزی

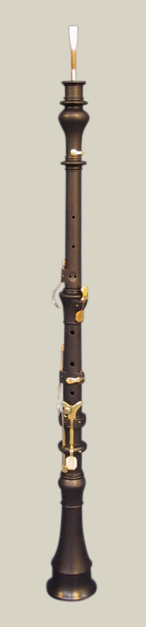
ابوای کلاسیک